# Судная ночь
«Судная ночь» (англ. The Purge — «Чистка») — психологический триллер-антиутопия режиссёра Джеймса Демонако. Мировая премьера состоялась в США 2 мая 2013 года на кинофестивале Stanley, российская премьера — 12 июня 2013 года.
Фильм получил смешанные отзывы зрителей и критиков, но собрал 89,3 миллионов долларов в прокате при бюджете в 3 миллиона.

## Сюжет

### Предыстория
После того, как США испытали некий экономический крах, американское правительство, «Новые Отцы-основатели США», установило тоталитарный режим и полицейское государство. Используя 28-ю поправку американской конституции, они создали такое явление, как «Судная ночь». Раз в год с 7 часов вечера 21 марта до 7 часов утра следующего дня преступная деятельность, в том числе убийства, становятся законными, а все службы безопасности и оказания медицинской помощи прекращают работу. Это событие, известное как «чистка», призвано служить в качестве катарсиса для американского народа, давая людям возможность «выпустить пар», сведя счёты с теми, кто по их мнению заслуживает расправы. Убитые расцениваются как «жертвы во имя избавления от преступности».

### Основная часть
К 2022 году Соединённые Штаты Америки процветают с уровнем безработицы в 1 % и преступности на рекордно низком уровне. Однако некоторые криминологи высказывают мнение, что низкие показатели бедности в стране обусловлены тем, что в «Судную ночь» уничтожают тех, кто не в состоянии позволить себе защиту (бронированные панели), доступную только богатым.
Джеймс Сэндин — агент по продаже таких охранных систем и его семья — жена Мэри и их дети, Чарли и Зои, — благодаря его профессии, живут богато и в «Судной ночи» не участвуют, потому что довольны своей жизнью (по сценарию фильма, «Судная ночь» проводится уже в восьмой раз, то есть семья уже пережила семь таких ночей). Вечером перед началом «чистки» Зои Сэндин с сожалением прощается со своим парнем Генри, которому приходится покидать её дом тайком через окно (Джеймс не разрешает им встречаться, так как Генри старше её). Мэри встречает доброжелательную соседку Грейс Феррин, которая угощает своих соседей печеньем. Грейс говорит Мэри, что ходят слухи, будто благосостояние Сэндинов нажито на их соседях — все они купили у них систему защиты, в том числе и Грейс. Мэри опровергает всё это, говоря, что Джеймс получает большие деньги, потому что, как агент по продаже, выбился в лидеры. На прощание Грейс говорит, что в этом году не будет устраивать у себя в доме вечеринку — так как она и её друзья пережидают «Судную ночь». Тем не менее, через некоторое время Джеймс и Мэри на камерах наружного видеонаблюдения замечают, как к Грейс в дом приходят соседи.
Через некоторое время после начала «Судной ночи» Чарли замечает, как на их улицу прибегает темнокожий мужчина и умоляет спасти его. Чарли, после некоторых раздумий, впускает его, хотя родители крайне не рады этому: личность Незнакомца, как и причина, почему его хотят убить, неизвестны. В это время Зои обнаруживает в своей комнате спрятавшегося Генри, который решил остаться, чтобы серьёзно поговорить с её отцом. Он выходит в холл в тот момент, когда Джеймс держит на прицеле Незнакомца. Неожиданно Генри целится в отца Зои, стреляет и промахивается, но Джеймс успевает выстрелить в Генри, который затем уползает в комнату Зои и позже умирает. Одновременно по дому разбегаются Зои и Незнакомец. Мэри и Чарли запираются в диспетчерской, а Джеймс отправляется искать дочь и Незнакомца. Через несколько минут к их дому приходит группа местных студентов в ухмыляющихся масках и их вежливый «лидер» сообщает Сэндинам, что они те, кто в «Судную ночь» убивают разных отбросов общества, и что человек, который скрывается у них в доме, не более чем «бездомная свинья». Он выдвигает семье ультиматум — или Сэндины отдадут им Незнакомца, или через час они «выпустят на них зверя». Джеймс признаётся жене, что хотя систему безопасности испытывали на взломы, взломать её всё же возможно.
Супруги отправляются искать Незнакомца. Чарли, глядя на компанию, разгуливающую перед их домом в ожидании, чувствует, что не может идти на поводу у родителей, и с помощью своего самодельного робота слежения помогает Незнакомцу найти путь к укрытию в шкафу своей комнаты. Однако Зои тоже решила спрятаться в том же убежище и Незнакомец берёт её в заложницы. Между Незнакомцем и Джеймсом завязывается потасовка, Джеймсу удаётся выстрелом несмертельно ранить Незнакомца. Вместе с женой они связывают беглеца скотчем. Мэри и дети очень подавлены сложившимся обстоятельством. Чарли и Мэри убегают, а Джеймс пытается успокоить Зои, говоря, что утром у них всё будет хорошо, как раньше, но Зои, указывая на его обращение с Незнакомцем, говорит, что «хорошо, как раньше, уже никогда не будет». Она тоже убегает, а Незнакомец, который наблюдал за всем этим, просит Джеймса сдать его людям на улице, чтобы не подвергать опасности детей. Но в Джеймсе что-то ломается, и он решает дать отпор мародёрам. Когда истекает срок, люди снаружи сносят защитные панели, оторвав их с помощью цепей, прикреплённых к технике. Вооружившись, супругам удаётся перестрелять почти всех мародёров, но «лидер» смертельно ранит Джеймса большим ножом. Затем он берёт на прицел Мэри и Чарли, но его убивает Зои. Оставшихся снаружи мародёров убивают неожиданно появившиеся соседи во главе с Грейс.
Однако, радость Сэндинов преждевременна: соседи пришли чтобы отомстить Сэндинам за то, что они нажили на них своё денежное состояние. В самый ответственный момент появляется освободившийся от скотча Незнакомец, который убивает одного из соседей, после чего захватывает Грейс и требует отпустить Сэндинов. Когда Грейс и остальные находятся на его прицеле, Грейс просит не тянуть и убить их, но Мэри говорит, что больше в её доме не будет никаких убийств и, хотят соседи того или нет, оставшееся время они проведут в «мире и спокойствии». Остаток «Судной ночи» все проводят в столовой, где Мэри с горечью смотрит на тех, кого считала своими друзьями. Когда до 7 утра остаётся совсем немного, Грейс пытается отобрать у Мэри дробовик, но та бьёт её прикладом в нос, а затем один раз бьёт головой о столешницу. Когда звучит сигнал прекращения «Судной ночи», истекающая кровью Грейс и соседи покидают дом Сэндинов. Мэри благодарит незнакомца, и тот уходит. Сама Мэри и её дети выходят к парадной двери, за которой слышны звуки сирен.
За кадром звучат сводки новостей: житель Лос-Анджелеса говорит, что на его улицах трупы попадаются на каждом шагу; житель другого города говорит, что местная больница отказывается принимать пострадавших, так как в приёмном отделении нет свободных мест; третий сообщает, как на центральной площади его города разом были казнены 200 человек; ещё один говорит, что потерял двоих сыновей и перестал гордиться тем, что он американец. Сводки завершаются сообщением, что текущая «Судная ночь» была более масштабной, чем предыдущая, и что у американских граждан теперь в запасе 364 долгих дня до следующей «Судной ночи».

## В ролях
- Итан Хоук — Джеймс Сэндин
- Лена Хиди — Мэри Сэндин
- Аделаида Кейн — Зои Сэндин
- Макс Буркхолдер — Чарли Сэндин
- Эдвин Ходж — незнакомец
- Риз Уэйкфилд — вежливый незнакомец
- Тони Оллер — Генри, парень Зои
- Ария Барейкис —  Грейс Феррин, соседка
- Дэна Банч — мистер Феррин, сосед
- Том Йи — мистер Калисосед
- Крис Малки — мистер Халверсон, сосед
- Тиша Френч — миссис Халверсон, соседка
- Карен Страссман — диктор новостей

Мародёров в масках сыграли Джон Уэселкауч, Алисия Вела-Бэйли, Бойма Блейк, Нэйтан Кларксон, Аарон Кубан, Честер Локхарт, Тайлер Джэй и Наими Ганс.

## Вдохновение
Источниками вдохновения для режиссёра фильма была серия «Возвращение архонтов» из сериала «Звёздный путь», в которой на одной из планет проходит ежегодный «Фестиваль», во время которого разрешены убийства, а также фильм «Королевская битва».
По мнению актёра Итана Хоука, исполнителя главной роли, в фильме также чувствуется влияние фильма «Заводной апельсин» Стэнли Кубрика, «Ночи живых мертвецов» Джорджа Ромеро, «Побег из Нью-Йорка» Джона Карпентера и его же «Нападение на 13-й участок» (Хоук снимался в ремейке фильма в 2005 году), в котором также «имелось послание, направленное против правительства».
Сюжет, в котором семья пытается избавиться от преступников, напавших на их дом, также напоминает фильм «Комната страха» Дэвида Финчера.

## Сиквел
В связи с успехом первого фильма, продолжение, «Судная ночь 2», находилось в разработке студиями Universal Pictures и Blumhouse Productions. Мировая премьера состоялась 17 июля 2014 года. Премьера фильма «Судная ночь 3» в США состоялась 1 июля 2016 года, в России — 28 июля 2016 года.